# Toxicocalamus holopelturus
Toxicocalamus holopelturus es una especie de serpiente venenosa de la familia Elapidae.

## Distribución geográfica
Es endémica de la isla Rossel, del archipiélago de las Luisiadas (Papúa Nueva Guinea).